# Berthold IV. (Andechs)

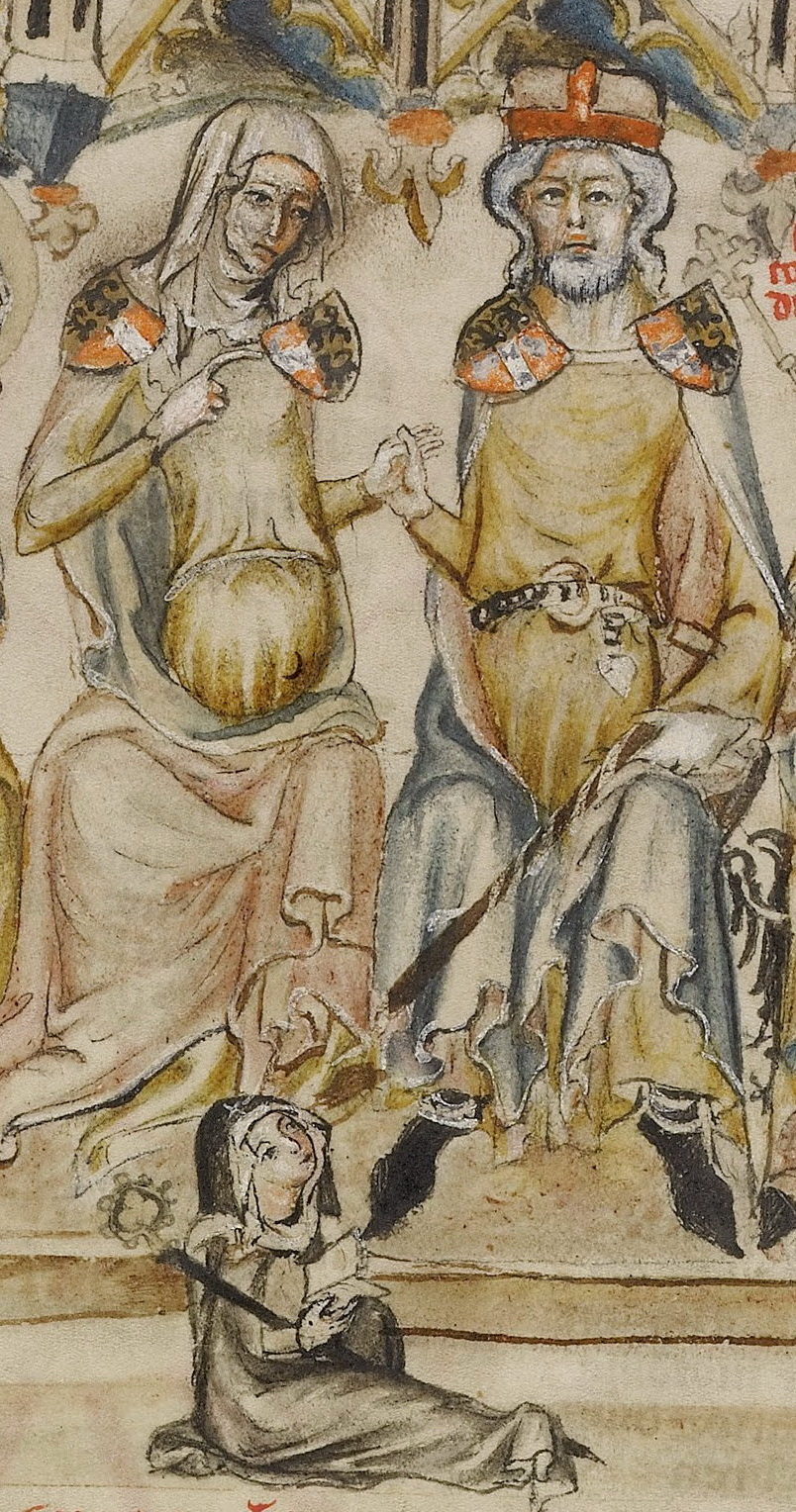
Berthold IV. mit der Gattin Agnes, zu ihren Füßen die Tochter Mechtild

Berthold IV. von Andechs († 12. August 1204) war Graf von Andechs und Herzog von Meranien. Er war der älteste Sohn des Grafen Berthold III. von Andechs und der Hedwig von Wittelsbach.
Um 1170 erstmals belegt, trat er 1172 als Graf von Andechs auf und um 1175 als Markgraf von Istrien, zehn Jahre später (1185) für das Gebiet bei Rijeka als Herzog von Meranien. Wiederum zehn Jahre später, um 1195, ist er als Vogt von Tegernsee bezeugt.
Er nahm 1186 am Italienzug König Heinrichs VI. teil, später dann in Kaiser Barbarossas Heer am Dritten Kreuzzug. Er war Teilnehmer an der Schlacht bei Philomelion. Nach dem Tod Heinrichs VI. stand er im Thronstreit auf der Seite Philipps von Schwaben.
In seiner Zeit erreichte die Familie Andechs-Meranien den Zenit ihres Ansehens. Ihr Besitz reichte von Franken bis an die Adria, und Berthold gelang es, seinen Töchtern sowohl die Krone Ungarns als auch die Frankreichs zu verschaffen, auch wenn die französische Ehe wegen einer nicht anerkannten Scheidung später annulliert wurde.
Berthold starb 1204 und wurde in Dießen bestattet.

## Ehe und Nachkommen

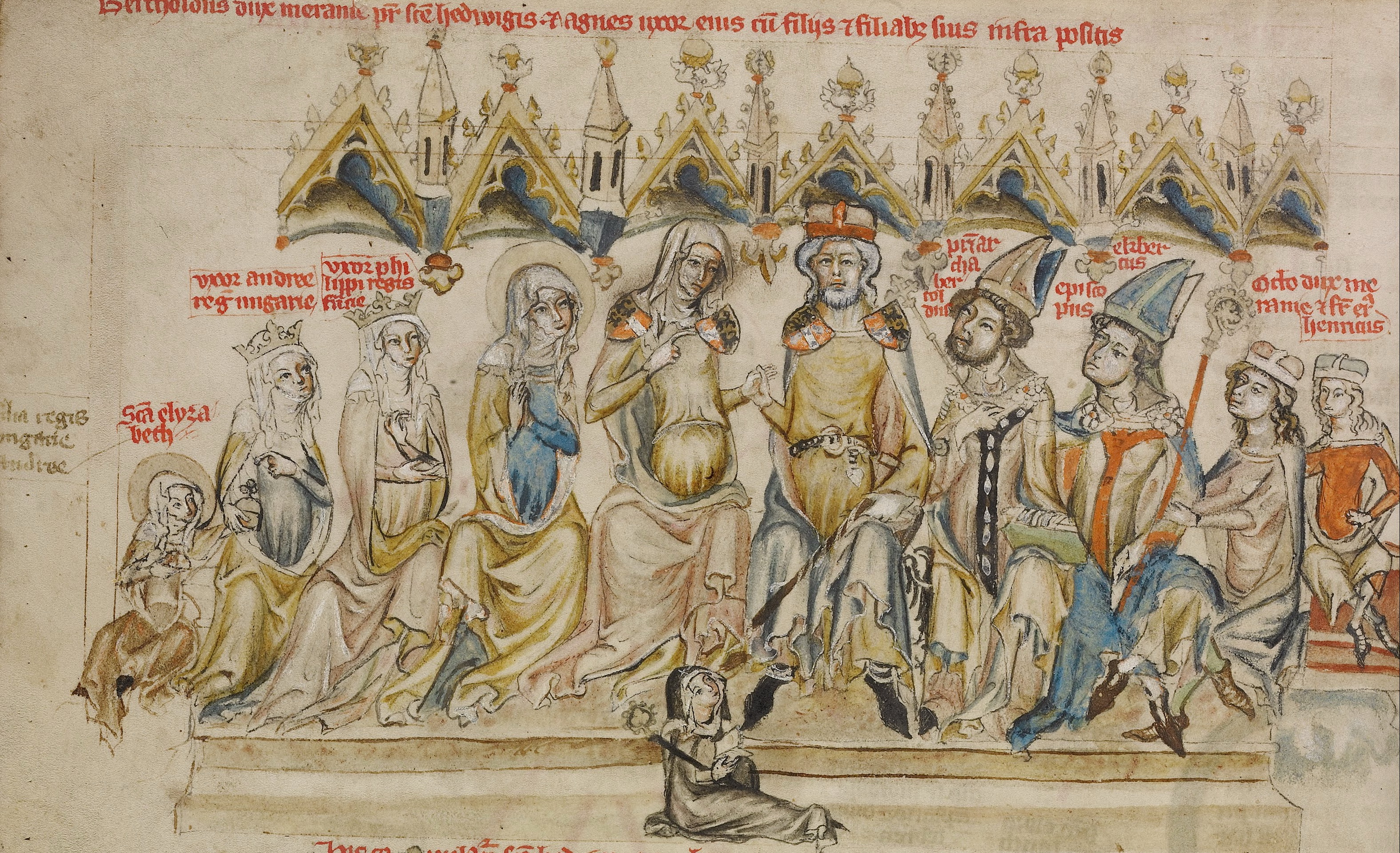
Familienbild aus dem Hedwig-Codex, Mitte 14. Jahrhundert (MS. Ludwig XI 7, im Getty Museum)

1180 war er mit Agnes von Rochlitz aus der Familie der Wettiner verheiratet, der Tochter Dedos des Feisten, Graf von Groitzsch und Herr von Rochlitz. Sie starb am 25. März 1195 und wurde in Dießen beerdigt.
Berthold und Agnes hatten neun Kinder, vier Söhne und fünf Töchter:
- Otto VII., † 7. Mai 1234 in Besançon, 1205 Herzog von Meranien, 1211 Pfalzgraf von Burgund, 1228–1230 Markgraf von Istrien, begraben im Kloster Langheim; ⚭ I 21. Juni 1208 in Bamberg Beatrix von Staufen, Pfalzgräfin von Burgund, † 7. Mai 1231, Tochter des Otto I. Pfalzgraf von Burgund (Staufer); ⚭ II Sophie von Anhalt, † zwischen 23. November 1273 und 5. Januar 1274, Tochter des Fürsten Heinrich I. (Askanier)
- Heinrich, † 18. Juli 1228 in Windischgraz, 1205 Markgraf von Istrien, 1209–1211 geächtet aufgrund seiner angeblichen Teilnahme an der Ermordung des Königs Philipp von Schwaben; ⚭ vor 1207 Sophie von Weichselburg, † 28. Februar 1256, Tochter des Grafen Albert
- Ekbert, † 6. Juni 1237 in Wien, 1234 Vormund des Herzogs Otto II., 1192 Propst von St. Gangolf in Bamberg, 1202 Dompropst in Bamberg, 1203–1237 Bischof von Bamberg, 1209–1212 geächtet
- Berthold, † 23. Mai 1251, 1205/06 Elekt und 1212 Erzbischof von Kalocsa, 1218 Patriarch von Aquileia
- Tochter, ⚭ 24. April 1190 Toljen aus dem Haus der Nemanjiden
- Agnes, * wohl 1180, † 29. Juli 1201 im Château Poissy, dort auch begraben; ⚭ 1. Juni 1196, geschieden 1200, Philipp August, 1180 König von Frankreich, † 14. Juli 1223 in Mantes-la-Jolie, begraben in der Basilika Saint-Denis (Kapetinger)
- Gertrud, † ermordet 8. September 1213; ⚭ vor 1203 Andreas II. König von Ungarn, † 21. September 1235 (Arpaden) (die Eltern der heiligen Elisabeth von Thüringen)
- Hedwig die Heilige, * 1176/80, † 14. Mai 1243 als Äbtissin der Zisterzienser in Trebnitz, heiliggesprochen am 26. März 1267, begraben in Trebnitz; ⚭ 1188/92 Heinrich I. Herzog von Schlesien, Krakau und Großpolen, † 19. März 1238 (Piasten)
- Mechtild, † 1. Dezember 1254, vor 1214 als Nonne in Sankt Theodor in Bamberg, 1215 Äbtissin von Kitzingen

## Siegel
Das an einer Urkunde aus den Jahren 1188–1193 belegte Reitersiegel Bertholds IV. zeigt ein nach heraldisch links sprengendes Pferd mit gerüstetem Reiter, der in der Rechten eine Fahnenlanze, in der Linken den vor die Brust gezogenen Schild trägt; im unteren Teil befindet sich die von der Lanzenspitze unterbrochene Umschrift zwischen Stableisten: + B|ERHTOLDVS · DEI · GRA[TI]A [DV]X […] MARCHIO · YSTRIE (alle E zeigen unziale Form, -VS ligiert; | bezeichnet die Lanzenspitze; Fehlstellen in eckigen Klammern).